# 索菲亞中央礦泉
42°41′57″N 23°19′26″E / 42.69917°N 23.32389°E

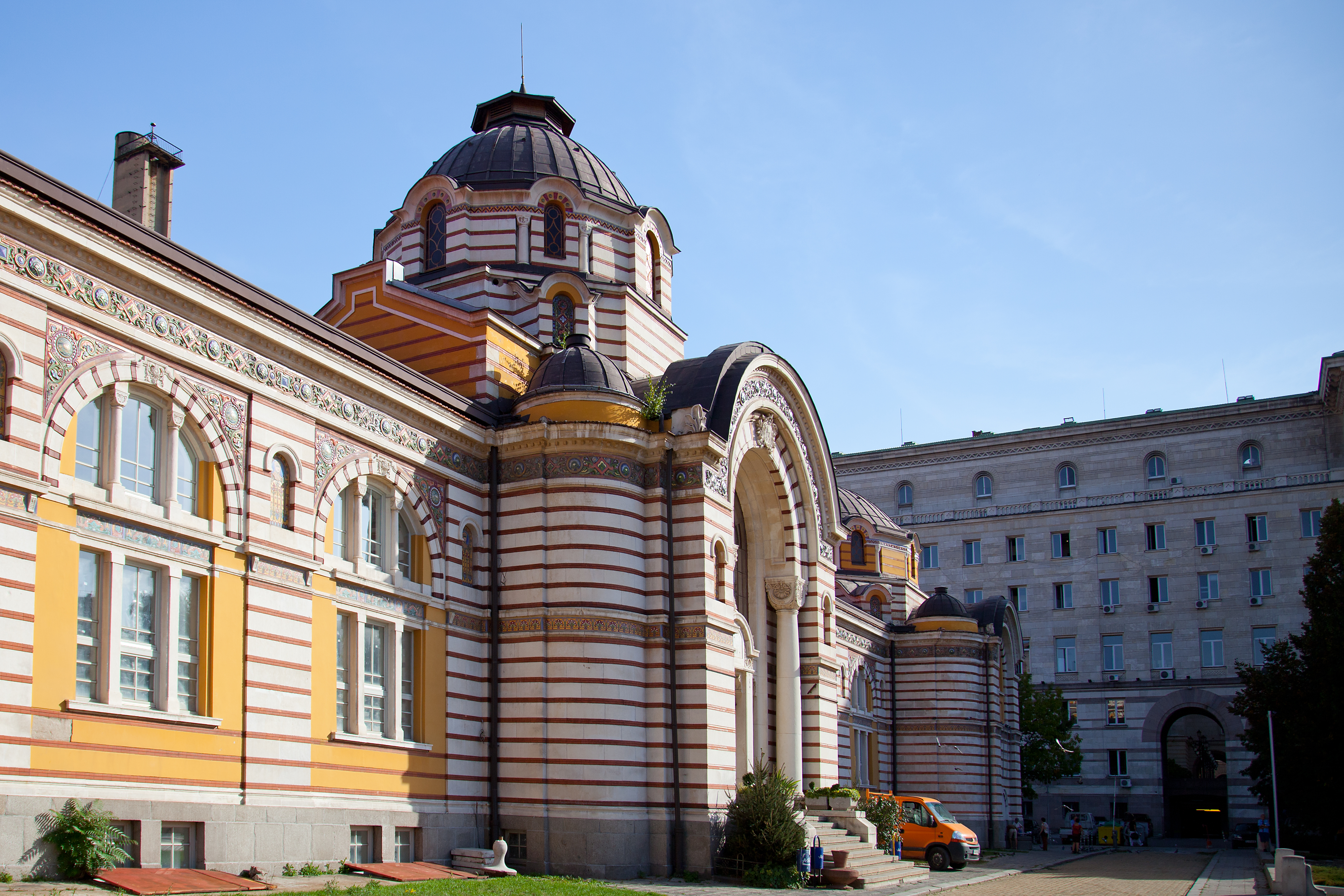
索菲亞中央礦泉

索菲亞中央礦泉（Централна минерална баня，Tsentralna mineralna banya）是位於保加利亞首都索菲亞的地標建築之一，以礦泉而著稱。索非亞在16世紀之前就存在公共浴場。索菲亞中央礦泉興建於20世紀初期，設在一座土耳其浴場的遺址上。在1986年之前，這裡被用作索菲亞的公共浴場。二戰期間該建築曾部分受損，但之後得到修復。